# Fontaine du Banneret (Payerne)
Die Fontaine du Banneret (deutsch Bannerträgerbrunnen bzw. schweizerdeutsch Vennerbrunnen) oder auch Fontaine du Temple in Payerne ist ein Figurenbrunnen in der Altstadt von Payerne im Kanton Waadt. Der Stadtbrunnen steht als Kulturgut von nationaler Bedeutung unter Denkmalschutz.

## Beschreibung

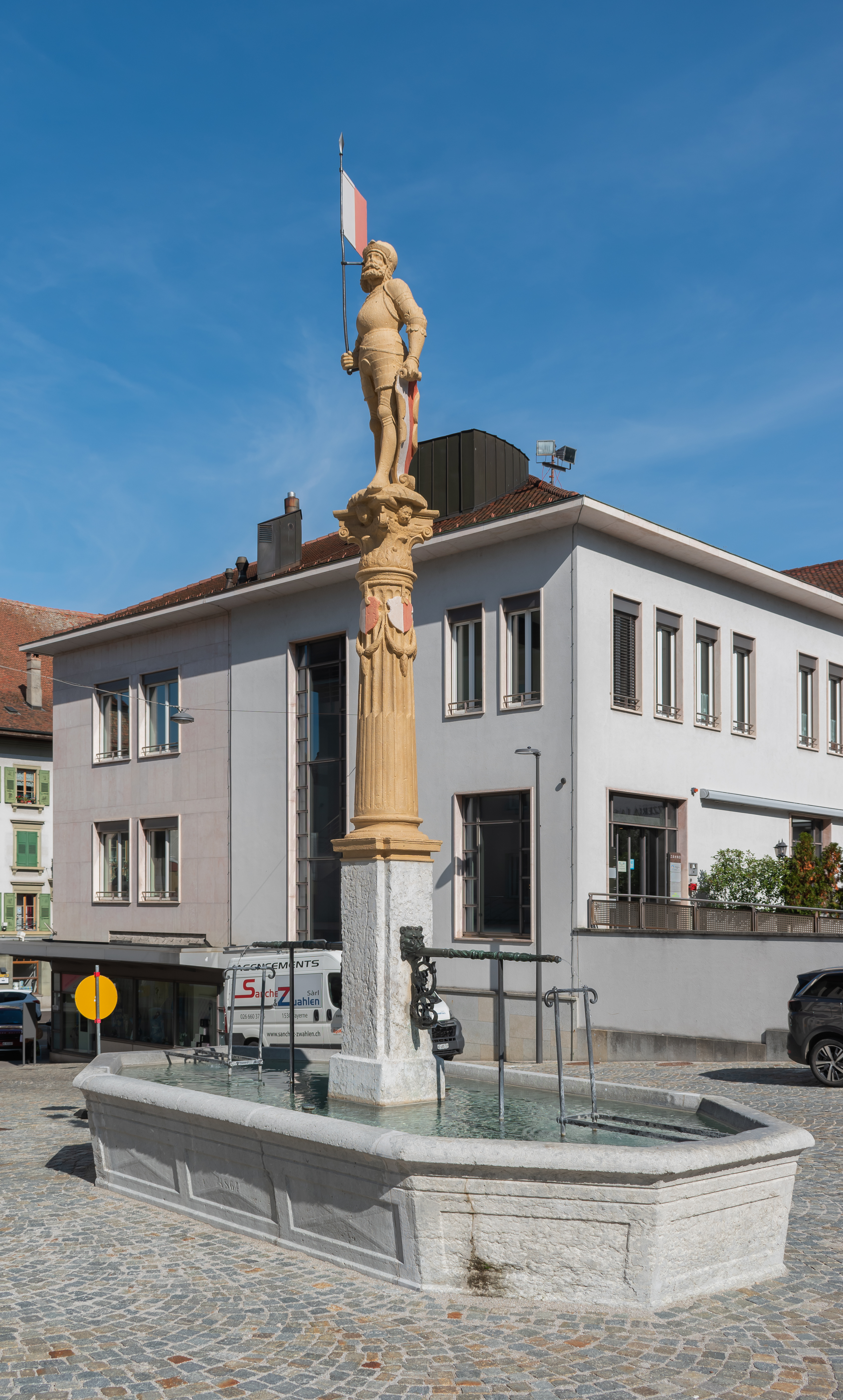
Fontaine du Banneret

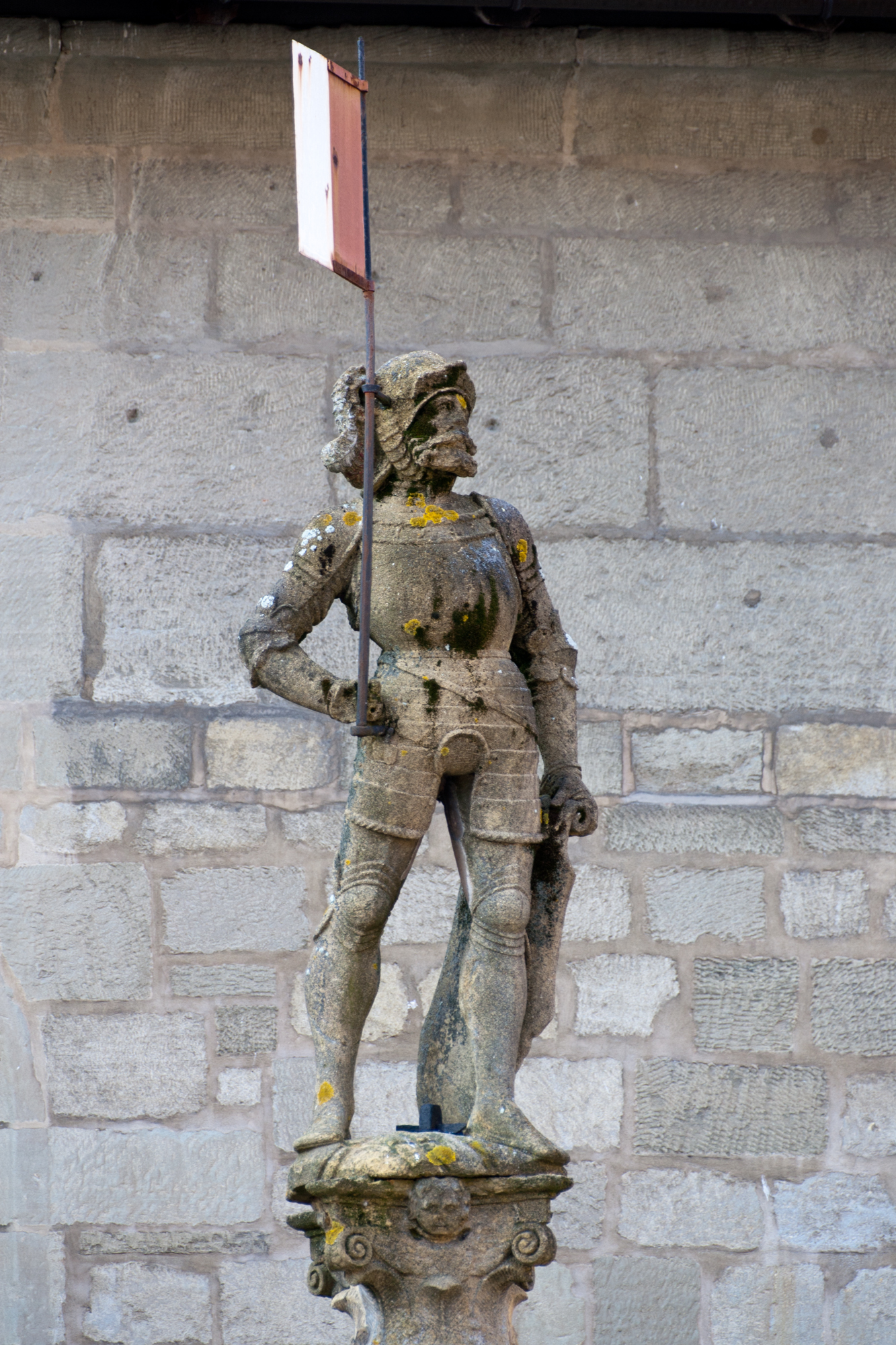
Brunnenfigur

Der Brunnen steht auf dem östlichen Teil des Marktplatzes zwischen der romanischen Abteikirche und der gotischen Stadtkirche Temple Notre-Dame in der Nähe der Strasse Rue du Temple im Zentrum von Payerne.
Nach der Eroberung der savoyischen Waadt durch Bern im Jahr 1536 setzten die neuen Landesherren in einigen Städten, darunter Payerne, Nyon und Vevey, Venner nach dem Vorbild der bernischen Quartiermeister als Ortsvorsteher ein. Venner und Bürgermeister waren die beiden wichtigsten Ämter der Stadtgemeinde. Die Gestalt des Bannerträgers wurde danach auch in der öffentlichen Bildsprache eingesetzt. So erhielt auch die neue Untertanenstadt Payerne nach dem Muster des Vennerbrunnens in Bern ein ähnliches Monument mit einem Brunnentrog und einer Figur auf einem hohen Sockel.
Die Steinfigur des geharnischten Bannerträgers auf dem Renaissance-Brunnenstock aus Hauterive-Kalkstein wird dem Freiburger Bildhauer Hans Gieng zugeschrieben, der um 1542 auch die Vennerfigur für den Berner Brunnen und im gleichen Jahrzehnt eine Reihe der Renaissancebrunnen in Freiburg schuf.
2012 wurden die Figur und der Brunnenstock von Payerne wegen Schäden vom Brunnen entfernt und im Bildhaueratelier von Richard und Heidi Wyss in Wohlen bei Bern restauriert. Seit der neuen Gestaltung des Stadtplatzes bei der Abteikirche 2019 steht die sanierte Figur wieder auf dem Brunnen. Am gegenüberliegenden Ende des langen Marktplatzes steht der zweite Stadtbrunnen Fontaine du Marché (deutsch «Marktbrunnen»). Auch dieses Werk mit der Figur des Schlüsselträgers der Stadt stammt aus dem 16. Jahrhundert.